# Tevfik Tankut
Tevfik Tankut (1924 – 1995) è stato un cestista e nuotatore turco.
Era il fratello di Haşim Tankut.

## Carriera
Con la Turchia ha disputato i Campionati europei del 1949.